# Повна переробка
«Повна переробка» (рос. Полная переделка) — науково-фантастичний роман російського радянського письменника Зиновія Юр'єва. Уперше роман публікувався у журналі «Искатель» у № 4 і № 5 за 1975 рік. Повністю роман опублікований у 1979 році у видавництві «Молода гвардія» в серії «Библиотека советской фантастики». У романі в стилі памфлету із критикою тодішнього капіталістичного суспільства на фоні фантастичного сюжету простежується тривога за можливість використання сучасних технологій для незаконним заволодінням персональними даними як спецслужбами держави, так і представниками організованої злочинності, та ймовірні наслідки цього як для суспільства, так і для окремої особи.

## Сюжет
Початок роману описує події недалекого майбутнього, коли на зміну традиційним суддям та прокурорам прийшли електронні машини, які безпристрасно аналізують матеріали справи, та так само безпристрасно виносять вирок на основі наведених доказів. Поліція у цьому суспільстві й далі виконує поставлені на неї функції, а працівники суду та прокуратури перетворились у технічних працівників, які лише вносять у комп'ютер матеріали справи. Виконання вищої міри покарання у суспільстві значно змінилось: особа, яка засуджена до страти, може вибирати між смертю та повною переробкою своєї психіки — повним пригніченням агресивності, злоби та інших негативних рис характеру. Після судового процесу, який закінчується винесенням смертної кари, засуджену особу поміщають у спеціальну камеру, в якій вона знаходиться у сні. Там особа перебуває 40 діб для можливості подачі апеляції. Після вступу вироку в законну силу при бажанні особи померти засудженій особі вимикають живлення в камері, після чого вона помирає. При виборі ж переробки особи їй вводять спеціальну хімічну речовину, яка повністю пригнічує агресивність у людини, і та вважається після цього безпечною для оточуючих. Адвокати в такому суспільстві у більшості випадків стали безробітними, оскільки практично зникло судове красномовство та судова риторика, які ніяк не можуть вплинути на рішення судових комп'ютерів.
Головний герой роману, Язон Рондол, у минулому приватний детектив, є одним із останніх вищеописаних адвокатів. На початку роману описано, що він тривалий час не має роботи, та вже три місяці не платить заробітну плату своїй секретарці. Проте до нього раптово приїжджають представники багатого власника фабрики іграшок Ланса Герреро, якого звинувачують у навмисному вбивстві молодої дівчини Джин Уїшняк. Адвокат приїжджає до свого майбутнього клієнта у в'язницю, де той заявляє йому, що не вбивав дівчини, хоча всі докази, включно з відбитками пальців та перебуванням його автомобіля поблизу житла загиблої, вказують на те, що він є вбивцею. також він повідомив про себе, що він знаходиться у фактичному розлученні з дружиною, та має коханку із вищого суспільства, із якою перебував у своєму заміському будинку в час скоєння вбивства, проте вона не виступить на суді, а садівника, який працює в цьому будинку, він відпустив. У зв'язку із відсутністю грошей та хорошим гонораром Рондол погоджується провести розслідування. Спочатку він їде на місце злочину, де знайомиться із сусідами і подругою вбитої, які одностайно заявляють, що це саме Ланс Герреро постійно приїжджав до загиблої, проте вони бачили лише його машину та лише зрідка чули його голос. Пізніше адвокат зустрічається із коханкою підозрюваного, проте вона відмовляється свідчити в суді. Також адвокат зустрічається із офіційною дружиною звинуваченого, яка на питання, чи міг її чоловік убити дівчину, відповіла, що теоретично він і міг це зробити, проте набагато частіше свою злість чоловік міг зігнати лише на близьких собі людей, а ця дівчина ніяк не могла бути йому близькою, а могла бути тільки тимчасовим захопленням. Також вона повідомила адвокату про те, що чоловік постійно її зраджував, тривалий час жив із іншою молодою дівчиною Одрі Ламонт, але покинув її. Унаслідок цього дівчина скоїла спробу самогубства. Тим часом відбувається судовий процес на Герреро, де його визнають винним у вбивстві. Засуджений вибирає як метод покарання повну переробку, пояснюючи це тим, що він хоче дізнатися, хто в дійсності ж убив дівчину.
Після судового процесу Язон Рондол вирішує побачитись із колишньою коханкою Герреро Одрі Ламонт та її сім'єю. Виявляється, що вона живе з батьком, професором фізики Ламонтом, у багатому кварталі міста. Адвокат відвідує сім'ю. знайомиться з дівчиною та її батьком, який повідомляє йому, що Одрі дуже переживала розрив із Герреро, та скоїла самогубство, прийнявши велику дозу снодійних таблеток, і, хоча її життя й врятували лікарі, її психіка після цього значно змінилась, і її, зі слів батька, вже не можна було впізнати. Під час тривалої бесіди Одрі та Рондол сподобались дин одному, і він пообіцяв ще прийти в гості до Ламонтів.
Після відвідин Одрі та її батька Язон Рондол вирішує побачитись із садівником Герреро Джонасом. У бесіді садівник повідомляє про те, що, хоча й господар наказав йому в день убивства не приїжджати до заміського будиночка, проте він порушив заборону, мотивуючи це тим, що йому необхідно було підзарядити акумулятор у машині господаря. Проте, прибувши до будинку, він побачив ще й іншу машину (за описом — копію машини коханки Герреро), і пригадав, що господар наказав йому не приїжджати в цей вечір до будинку. Після цієї розмови адвокат повідомив садівнику, що заїде до нього ще раз, щоб оформити показання для суду. Відразу Рондол поїхав до управління поліції перевірити, на якій машині їздить коханка Герреро. а після цього вирішив заїхати до Ламонтів, маючи на меті побачитись із Одрі. Проте її батько сказав, що її немає вдома, проте він сам із зацікавленістю вислухав повідомлення про свідчення садівника. Зранку наступного дня Рондол поїхав до будинку садівника, проте побачив, що він лежить застрелений в будинку. Відразу ж адвокат відчув наведений на нього пістолет, та побачив двох убивць. Під наведеним пістолетом один із нападників зробив укол Рондолу, той швидко заснув, та прокинувся вже в закритому приміщенні, схожому на в'язничну камеру. Пізніше виявилось, що він знаходиться в заміській віллі професора Ламонта, яку він назвав на честь дочки «Одрі», та в якій за допомогою представників організованої злочинності та корумпованих працівників правоохоронних органів обладнано спеціальну лабораторію для фабрикування необхідних доказів у судових справах, для чого професор розробив кілька пристроїв. серед яких компілятор голосу та пристрій для фіксації відбитків пальців. Як зізнався професор, думка про створення такої лабораторії прийшла до нього після спроби самогубства дочки як засіб для помсти Лансу Герреро, і що вбивство, яке приписують Герреро, насправді організував Ламонт, так само, як і вбивство садівника Герреро. Сама ж Одрі про дійсне призначення лабораторії не знає, і вважає, що її батько займається чистою наукою. Ламонт пропонує Рондолу приєднатися до роботи в лабораторії, погрожуючи тим, що у випадку його втечі самого Рондола обов'язково звинуватять у важкому злочині, за який він буде засуджений до страти. Адвокат вимушено приймає пропозицію, навіть бере участь у фабрикуванні нових доказів у справах, проте відразу ж починає розробляти план утечі. Оскільки професор Ламонт дозволив Рондолу зустрічатися з Одрі, а адвокат відразу ж сподобався дівчині, то він вирішив скористуватися цією ситуацією. Рондол приготував два пакети із доказами проти Ламонта (в тому числі із зразком компілятора голосу та пристроєм для підробки відбитків пальців) і його підручних, заклеїв їх, та попросив Одрі сховати їх у надійному місці. Після цього він зважується на втечу, і відразу ж після цього підручні Ламонта скоюють вбивство водія випадкової машини неподалік вілли, фабрикуючи на місці звинувачення проти Рондола. Адвокат вирішує сам здатись поліції, проте за поведінкою поліцейських він зрозумів, що вони вирішили вбити його буцімто при спробі втечі, і тому вирішує втекти від поліції. Рондол знаходить притулок у найближчому селищі, спочатку в невеликому готелі, а пізніше в будинку ексцентричної старенької, якій він дуже сподобався. Проте поліція зуміла вирахувати його місце перебування, але старенька заборонила заходити поліцейським до свого будинку, та навіть вистрілила із власного пістолета в них, чим врятувала Рондола. Адвокат зрозумів, що тривалий час у будинку бабці він перебувати не зможе, і вирішує за допомогою свого знайомого, що працює в поліції, та в присутності журналістів, здатися поліції, щоб у поліцейських не було можливості звинуватити його у спробі втечі, та не застрелити його при цьому. Це йому вдається, і поліцейські в присутності журналістів заарештовують його, та доправляють до в'язниці, де його переводять до одиночної камери. За допомогою корумпованих працівників в'язниці підручні Ламонта роблять спробу організувати убивство Рондола у в'язниці руками заарештованих злочинців, проте на заваді цьому стає те, що у в'язниці працював старий друг Рондола, який не вірить у вину адвоката, та який випадково змінив код замка на камері Рондола, у зв'язку із чим злочинець не зумів потрапити до нього в камеру. Дізнавшись про це, підручні Ламонта довідались про друга Рондола, та вирішили силою дізнатись новий код доступу до камери, проте навіть під тортурами працівник в'язниці не видав їм шифр, унаслідок чого без свідомості потрапив до лікарні.
За кілька діб, після того, як працівники в'язниці, розібравши замок, зуміли вивести Рондола з камери, його привели до залу суду. На суді йому пред'явлено звинувачення в навмисному вбивстві із представленням усіх необхідних доказів, проте після того, як Одрі привозить до суду пакети із доказами фабрикації справ, йому вдається довести свою невинність та розкрити змову корумпованих правоохоронців зі злочинними структурами. Вийшовши на волю, Язон Рондол зустрічається із Лансом Герреро, проте йому не вистачило часу для того, щоб йому не проводили переробки свідомості. Проте його колишній підзахисний усе одно задоволений тим, що адвокат зумів довести його невинність, і тим, що зараз у його характері не залишилось ні краплі колишньої агресивності. Пізніше Рондол вирішив зустрітися із своїм другом, працівником в'язниці, та дізнається про те, що після нападу невідомих, які допитували його друга із застосуванням тортур, він потрапив до лікарні без свідомості, а лікарі не дають гарантії його одужання. Після цього Рондол вирішує помститися цим нападникам, вираховує їх, влаштовує їм хитромудру пастку, та вбиває їх. Закінчується роман тим, що друзі Рондола, дізнавшись про його плани, допомагають йому прибрати трупи злочинців.

## Переклади
Роман у 1978 році перекладений словацькою мовою, та вийшов друком у празькому видавництві «Mladá fronta» під назвою «Hlas v súdnej sieni». У 1984 році роман перекладений чеською мовою, та вийшов друком у празькому видавництві «Melantrich» під назвою «Kandidát smrti». У 1990 році роман перекладений болгарською мовою, та опублікований у антології фантастичних творів «Космос» під назвою «Пълно преобразяване».

## Екранізація роману
У 1989 році за мотивами роману на кіностудії імені Максима Горького режисером Ігорем Вознесенським знятий фільм «Ідеальний злочин». Сценарій до фільму написав сам автор роману Зиновій Юр'єв.